# Дуст-Блази, Филипп
Филипп Дуст-Блази (фр. Philippe Douste-Blazy; род. 1 января 1953, Лурд, Франция) — французский политический деятель, врач-кардиолог и дипломат. Министр иностранных дел Франции в кабинете Доминика де Вильпена со 2 июня 2005 по 15 мая 2007.
Член партии Объединение в поддержку республики. С 1995 по 1997 год был министром культуры Франции в кабинете Алена Жюппе. С 2004 по 2005 год был министром здравоохранения и министром по делам семьи в кабинете Жан-Пьер Раффарена.

## Награды
- Рыцарь-командор ордена Британской империи (2004 год, Великобритания)[3].
- Медаль Восточной Республики Уругвай (1997 год, Уругвай)[4].